# Göran Belfrage
Lars Göran Belfrage, född 23 mars 1946 i Karlstad i Värmlands län, är en svensk ingenjör.
Göran Belfrage är son till direktören Gösta Belfrage och Birgitta Thorén samt brorson till epidemiologen Sven Belfrage och sonson till bankdirektören Åke Belfrage. Efter civilingenjörsexamen vid Lunds tekniska högskola 1976 var han anställd vid Sveriges civilingenjörsförbund 1976–1988, där han var utredningschef 1982–1988. Han blev ambassadråd för teknik och vetenskap vid Sveriges tekniska attachéer med placering i Bryssel 1988 och hade därefter från 1991 anställning hos Telia i Farsta.
Belfrage är sedan 1984 gift med tingsfiskalen Agneta Ågren (född 1947).